# Manoel de Oliveira
Manoel Cândido Pinto de Oliveira (Porto, 1908. december 11. – Porto, 2015. április 2.) portugál filmrendező, forgatókönyvíró. Az európai és a portugál filmművészet egyik jelentős alakja volt, pályafutása közel kilenc évtizedet ölelt fel, haláláig aktív volt.

## Életpályája
Manoel de Oliveira jómódú gyáriparos- és földbirtokoscsaládba született Portóban. Édesapja egy ruhagyár tulajdonosa volt, illetve Portugália első villanykörtéit is gyártotta. Fia tizenhét évesen a család tulajdonában lévő gyárak ügyvezetésébe is bekapcsolódott. Emellett színészi pályára kívánt lépni, több portugál filmben vállalt kisebb szerepeket, így a második portugál hangosfilmben (A Canção de Lisboa) is. Filmrendezői pályáját még a némafilm idején kezdte. Először 1927-ben próbálkozott egy, az első világháború portugál tapasztalatairól szóló film elkészítésére, ami a végén nem jött létre. Első elkészült dokumentumfilmje 1931-ben jelent meg, ami szülővárosáról és a Douro folyóról szól. A filmet a portugál filmkritika negatívan értékelte, de nemzetközi szinten pozitív értékeléseket kapott (pl. Luigi Pirandellótól). Az ezt követő tíz évben több filmprojekten dolgozott, de többnyire csak rövidebb dokumentumfilmeket készített különböző témakörökben. Ebben az időszakban ismerte meg és barátkozott össze José Régio drámaíróval, akivel több későbbi filmben dolgozott együtt. Első játékfilmje az 1942-ben megjelent Aniki-Bóbó volt, amelyben Porto utcagyerekeinek életét mutatta be Rodrigo de Freitas novellája alapján. Kezdetben ezt a filmet se fogadta egyöntetű fogadtatás, sikeres később lett.
Ezt követően de Oliveria felhagyott a filmezéssel, miután több filmtervét a Salazar-rezsim (aminek kritikusa volt) által irányított filmalap nem támogatta. Bár érdeklődése a film iránt nem múlt el, Oliveira az apjától örökölt szőlőjét igazgatta 1955-ig, amikor Németországba utazott, hogy a színes film különböző technikáit tanulmányozza. 1956-ban, tizennégy évvel az Aniki-Bóbó első vetítése után tért vissza A művész és a város című hatperces színes rövidfilmjével. Áttörést 1963-ban ért el a Húsvéti passió című filmjével, amelynek szereplői észak-portugáliai lakosok voltak. Ezért a filmjéért megkapta sienai filmfesztivál nagydíját. Nem sokkal később A vadászat című filmje és Salazar-kritikus megszólalások miatt letartóztatták. Tíz napon keresztül tartották fogva és hallgatták ki. Az ezt követő kilenc évben csak két rövid dokumentumfilmet készített.
Antonio Salazar 1968-as agyvérzése és az 1974-es forradalom után vált Oliveria igazán aktívvá. Hetvenöt éves korától évente egy játékfilmet készített. Az 1971-ben készült Múlt és jelen című szatirikus filmjével tért ismét vissza a portugál filmvilágba. Ez a film volt a nyitófilmje a reménytelen szerelemmel kapcsolatos tetralógiájának, amit 1985-ben fejezett be. Három dokumentumfilmet követően A selyemcipő című, hétórás filmjét készítette el, amihez két évre volt szüksége. 1985-ben megkapta a velencei filmfesztivál életműdíját. Jelentős még az 1988-ban Luis Buñuel hatását mutató filmje, a Kannibálok. E két filmjét vetítették a cannes-i fesztiválon is. Nemzetközi elismertségét növelte, amikor 1995-ben elkészítette A zárda című filmet, amiben többek között Catherine Deneuve és John Malkovich is szerepeltek, valamint 1997-ben az Utazás a világ kezdetéhez címűt, amelyik Marcello Mastroianni utolsó filmje volt. Élete utolsó éveiben Portugália történelmével foglalkozó filmeket készített. Utolsó, 106 éves korában készült filmjét vetítették a velencei filmfesztiválon. Számos retrospektív vetítést és kiállítást rendeztek műveiből, valamint 2002-ben szülővárosában egy életművét bemutató múzeum jött létre. 2015. április 2-án, 106 éves korában, szívelégtelenség következtében hunyt el.

## Díjai, elismerései
- Arany Oroszlán díj életművéért (1985, 2004)
- a Portói Egyetem díszdoktora (1989)
- az Algarvei Egyetem díszdoktora (2008)
- Arany Pálma életművéért (2008)
- a Francia Becsületrend lovagja (2014)

## Filmjei
(válogatás)
- 1942: Aniki-Bóbó
- 1963: Húsvéti passió
- 1971: Múlt és jelen
- 1975: Benilde, avagy a Szűzanya
- 1978: A végzetes szerelem
- 1981: Francisca
- 1985: A selyemcipő
- 1986: Az eset
- 1988: Kannibálok
- 1990: Nem, avagy a parancsolás hiú dicsősége
- 1991: Isteni színjáték
- 1992: A kétségbeesés napja
- 1993: Ábrahám völgye
- 1994: A ládikó
- 1995: A zárda
- 1996: Parti
- 1997: Utazás a világ kezdetéhez
- 1998: Nyugtalanság